# ピースとハイライト
「ピースとハイライト」（英語: Peace & Hi-lite）は、サザンオールスターズの楽曲。自身の54作目のシングルとして、タイシタレーベル / SPEEDSTAR RECORDSから12cmCD・12インチレコードで2013年8月7日に発売された。キャッチコピーは「サザンオールスターズ、始まる - 2013年・夏、熱い胸騒ぎ。」。
2014年12月17日からはダウンロード配信、2019年12月20日からはストリーミング配信が開始されている。

## 背景
2013年6月25日のデビュー35周年記念日に活動再開の告知と同時に発売が発表された作品。
サザンオールスターズはこの作品まで5年間、メンバーソロ活動を主体とした活動を行い、バンドとしての活動は、一切行わなかった。リーダーの桑田佳祐は食道がんを克服後「宮城ライブ」及び大規模なツアーの開催やソロオールタイムベスト『I LOVE YOU -now & forever-』の発売など「これまでにない濃密な5年間」といわれるほどの活発な活動を行ったが、2013年に入った時点でもバンド活動に関する言及はほぼなく、「今のところ、サザンに関しては白紙です。でも、デビュー以来、ずっと応援してくれる人たちが大勢いますからね。ファンに誠意を見せるチャンスかな、とは思ってます」などと述べてはぐらかす状態が続いた。なお、これ以前にメンバー5人が揃ったのはチーム・アミューズ!!による「Let's try again」のときのみであった。ただし、桑田はサザンの活動に消極的だった訳ではなく、2011年12月31日から翌年1月1日にソロとして開催された年越しライブ『桑田佳祐 ライブ in 神戸&横浜 2011 〜年忘れ!! みんなで元気になろうぜ!!の会〜』横浜アリーナ公演では「今年（2012年）の暮れもここ（横浜アリーナ）でやりたいね。またサザンもやりたいな」といった発言を行っていた。同ライブはソロの楽曲の他にも、原由子とのデュエットによる「シャ・ラ・ラ」や桑田のギター弾き語りによる「私の世紀末カルテ」「希望の轍」といったサザン名義の楽曲も演奏されており、このことが当該する発言のきっかけになっている。2013年を迎えるとバンドデビュー35周年を祝福するムードがその前後からより強くなり、ファンが自主的に主催した「希望の襷」プロジェクトや全国のコピーバンドによるライブなどが行われていた。
そのような中で、桑田は沈黙を続けたものの、6月15日放送の『桑田佳祐のやさしい夜遊び』（TOKYO FM）で「来週大事な話があります」と告知され、翌週の6月22日の放送では遠回しに復活をほのめかしながらも、核心には触れないまま次週（29日放送）に持ち越された。記念日前日の24日には検索サイトYahoo! JAPANのトップページに「明日はサザン35周年」の文字が浮かび、それまでのどの曲とも異なる、まったくの未発表曲のイントロ部分が流れる仕掛けが施された。
そして迎えた25日に公式サイトや新聞広告、マスコミなどの報道を通じて活動再開を正式に表明、応援団公式サイトのアーティスト写真も5人が肩を組んだものにリニューアルされ、本作の発売およびスタジアム・ツアー『灼熱のマンピー!! G★スポット解禁!!』の概要が発表された。同日より、タイアップ元のフォルクスワーゲンによるCMも解禁され、メンバー5人全員が出演、健在振りをアピールした。また、期間限定で前出のYahoo! JAPANのトップページを模したフォルクスワーゲン・ゴルフのPRページも公開され、その内容もトピックスの欄にゴルフの各アピールポイント、広告バナー各所にゴルフやサザンが掲載されるという凝りようであった。
シングル盤はヒットはしたが、表題曲の内容に対しては日本への愛と世界平和への願いが綴られたことと裏腹に、歌詞の意味やライブパフォーマンス、及び桑田の思想・信条が実際のものと反する形で曲解されたりと賛否両論が飛び交う結果となった。ただし、否定的な評価だけではなく下記の批評の項に記されているように肯定的な評価もイデオロギーを問わず各収録曲に対してなされている。
前作から約5年振りと、シングルリリースのインターバルは現時点でCD、配信併せてサザン史上最長のものとなっている。

## 音楽性
後述の通り本作に収録されている楽曲は全て社会と向き合ったもので構成され、平和、命、日本の光と影などが描かれており、桑田特有のジョークやエロティックな楽曲は収録されていない。

## リリース
本作は通常盤・アナログ盤・完全生産限定盤・ライブ会場限定盤の4種類があり、限定盤に付属する納涼サマーポンチョのデザインが完全生産限定盤とライブ会場限定盤で違いがあり、完全生産限定盤は青色、ライブ会場限定盤はピンク色となっている。

## プロモーション

### 発売関連企画
発売年の7月25日から9月25日までYahoo! JAPANでは「サザンオールスターズ35周年記念特集」という特集サイトが開設された。同サイトではaiko、小杉竜一（ブラックマヨネーズ）、斉藤和義、鈴木光司、高島彩、PES、山口一郎（サカナクション）、LOVE PSYCHEDELICO、太田光（爆笑問題）、越智志帆（Superfly）、角田光代、木村カエラ、降谷建志（Dragon Ash）、高橋惠子、平井堅、ユースケ・サンタマリア、吉井和哉がサザンの35周年を記念してお祝いコメントを寄稿した。
本作発売当日の朝日新聞には4面広告が載せられ、新曲全4曲の歌詞の全文と、阿川佐和子、有田芳生、泉麻人、内田樹、太田光（爆笑問題）、香山リカ、小山薫堂、斎藤環、俵万智、森永卓郎による計10名の著名人による寄稿が掲載された。この広告特集はスタジアム・ツアーの会場においても配布された。この広告の影響により、表題曲の歌詞の意味がネット上で曲解され、桑田が左翼的な思想の持ち主であると誤解されてしまったり、桑田自身の意図に反する形で特定の思想を持つ人物・団体・メディア・国家に歌詞やパフォーマンスが政治利用されたり、発売年のスタジアムツアーで表題曲が演奏された際にバックモニターの映像の意図を桑田をはじめとしたメンバーの真意とは違うものに曲解されるなどのトラブルが発生した。なお、サザンにはイデオロギーを問わず各界に幅広くファンが存在しており、桑田をはじめとしたメンバーは分け隔てなく接している。
横浜・大阪・名古屋・仙台の四か所でこのシングルの発売を記念した展覧会「ピースとハイライト展」が開かれ、収録曲にまつわる映像、グラフィック、テキストなどを展示し、サザンの35年間の軌跡及び35年間の日本の世相を振り返ることが出来るコーナーも設けられた。ちなみに入場は無料であった。

### テレビ放送
2013年8月3日にWOWOWでスペシャル番組『サザンオールスターズ35周年スペシャル「ピースとハイライト」』が無料放送され、このシングルにスポットを当てた特集を行った。また、8月24日の『サザンオールスターズ35周年スペシャル「灼熱のマンピー!! G★スポット解禁!!」』ではライブ映像やインタビュー、ドキュメント、ビデオクリップを放送した。
『1番ソングSHOW』（2013年8月7日、日本テレビ）では後述の通り収録曲3曲を披露した他、番組MCでありサザンのファンでもある矢部浩之（ナインティナイン）との対談も放送された。
『35周年スペシャル 復活!サザンオールスターズの流儀』（2013年8月9日、NHK）ではスタジオライブやインタビュー及び「ピースとハイライト展」の模様の一部や訪れた人へのインタビューが放送された。

### テレビ披露
| 放送日         | 番組名                                           | 放送局     | 披露曲 | 出典   |
| -------------- | ------------------------------------------------ | ---------- | --- | ------ |
| 2013年7月26日  | ミュージックステーション                         | テレビ朝日 | 「ピースとハイライト」 「蛍」 | [ 38 ] |
| 2013年8月2日   | ミュージックステーション                         | テレビ朝日 | 「栄光の男」 | [ 39 ] |
| 2013年8月7日   | 1番ソングSHOW                                    | 日本テレビ | 「ピースとハイライト」 「蛍」 「栄光の男」 | [ 40 ] |
| 2013年8月9日   | 35周年スペシャル 復活!サザンオールスターズの流儀 | NHK        | 「ピースとハイライト」 「蛍」 「栄光の男」 「人生の散歩道」 「海」 「C調言葉に御用心」 「夏をあきらめて」 「涙のキッス」 「太陽は罪な奴」 「LOVE AFFAIR 〜秘密のデート」 「涙の海で抱かれたい 〜SEA OF LOVE〜」 「マンピーのG★SPOT」 「ロックンロール・スーパーマン 〜Rock'n Roll Superman〜」 | [ 41 ] |
| 2014年12月31日 | 第65回NHK紅白歌合戦                              | NHK        | 「ピースとハイライト」 「東京VICTORY」 | [ 42 ] |

## 批評
日本への愛と世界平和への願いが綴られた表題曲は歌詞やライブでの演出も相まってさまざまな政治的な解釈や実際の桑田の信条及び民族的立場と異なるデマがネット上で流れたが、れっきとした日本人で且つかねてより日本への強い愛情や誇りを持っている旨を表現し続けてきていることもあって、桑田はいずれも「それこそが都合のいい解釈です」「『反日だ』『お前は日本人じゃない』と言い出す方がいるのは本当に残念ですし、明確に否定させていただきます」と一蹴し、「たかが歌なので大した力はないかも知れませんが、私は日本を愛する者ですし、平和を願う者として、“希望の苗を植えていこうよ、地上に愛を植えていこうよ”というメッセージをお伝えしたい」と語っている。また、後年にはベスト・アルバム『海のOh, Yeah!!』の発売に伴う『日経エンタテインメント!』（2018年9月号）での取材で一連の騒動について改めて言及し、「僕らとしては、自分の世代なりの平和に対する感じ方を描いただけだったので困惑もしましたが、ネットの世界では時に作品がどう切り取られ、どうあらぬ誤解を受けたりするのかを学びました。こういった曲も時間がたったいま、改めてフラットに聴いてもらえたらうれしいですね」と語っている。
コメディアン・俳優の伊東四朗は自身がレギュラー出演しているラジオ番組『伊東四朗 吉田照美 親父・熱愛』（文化放送）2013年12月28日放送分の企画「第13回!輝く!伊東四朗大賞」の大賞に表題曲を選出している。この「輝く!伊東四朗大賞」は2001年末から実施されている企画であり、その年のヒット曲の中から毎年伊東が一切の先入観を抜きにして気に入った楽曲を大賞に選ぶ内容となっている。
桑田を長年取材している音楽ライターの内田正樹は表題曲を「日本への愛と世界平和への願いを、世代を超えて共有したいという理想が歌われていた」と評価している。
渋谷陽一は表題曲について「自分の言葉のメッセージで社会を変えよう、政治に物申すっていうのではなくて、桑田佳祐も（忌野）清志郎も、歌にした動機はひとつ、『歌いたいから』だったと思う」「何かの意図があったら人の心を打たないし、チャートで一位にもならない」と述べており、桑田もこの主張に賛同している。
内田裕也は表題曲について「素晴らしいチャレンジだった。あのサザンがこの曲を日本のロックに一石を投じたと気分よかった」と高く評価しており、発売年の年末に開催された「第41回New Years World Rock Festival」のオープニング曲として使用していた。
『永遠の0』の原作者であり、作家・政治家の百田尚樹は、自身のTwitterで「蛍」を「胸に染みいるような素晴らしい歌」と評価している。また、百田は発売直後のスタジアムツアーの神戸公演（8月17日）にも足を運んでおり、「どの曲もよかった」と前置きをしたうえで、この曲に対しては「泣けた」とコメントしている。
サザンのファンを公言している弁護士・政治家の北村晴男は「蛍」について「僕らが生まれる前に太平洋戦争が終わっているがたかだか11年前、親や先輩の年代は本当につらい思いをしていてそれを見事に描いている」と『かたらふ〜ぼくたちのスタア〜』（2016年7月23日放送分、フジテレビ）で高く評価している。また、好きであるがゆえに自身の葬儀ではサザンの楽曲をメドレー形式でかけることを希望しており、「蛍」以外にも「涙のキッス」「真夏の果実」「TSUNAMI」も必ずかけるよう要望し、他の曲の選曲については「家族や友人に任せます」と語っている。
政治家の山田宏は「蛍」及び映画版『永遠の0』を「サザンのテーマ曲通りの『愛と平和』の映画で、靖国神社で頭を垂れ『感謝と平和』を祈るのと同じ思いになる」と高く評価した。
元実業家の井川意高はカラオケで歌う曲として「蛍」を挙げている。
桑田と親交がある三代目 桂春蝶は「蛍」が映画版『永遠の0』の主題歌に起用されたことと関連して、自身の新作落語『明日ある君へ ～知覧特攻物語～』との不思議な巡り合わせがあった旨をブログで綴っている。また、春蝶は桑田の誘いを受け発売年のスタジアムツアーの神戸公演の終演後の打ち上げに参加し、メンバー・スタッフ・演者・大里洋吉の前で落語を披露している。
当時乃木坂46のメンバーであり、現在はテレビ朝日アナウンサーの斎藤ちはるは「蛍」を気に入っており、映画版『永遠の0』のエンドロールを観て涙を流したという。
タレントの長嶋一茂はカラオケで最初に歌う曲として「蛍」を挙げており、曲に対しても「好きですねえ、いい曲ですね。『永遠の0』もだし、やっぱり英霊の人たちへの鎮魂歌、思いというのは、僕は死ぬまで忘れちゃいけないと思っているし、すごくいい曲だと思っている」と高く評価している。また、一茂は父である長嶋茂雄が題材になった「栄光の男」に対しても「この歌聴いたときしびれたもんね。やっぱり桑田さんが父親の歌を作ってくれたんだって…」と高く評価する発言をしている。
長嶋茂雄は2015年にローソンで配布された「スペシャルマガジン 総力特集 サザンオールスターズ『葡萄』」の中で「栄光の男」に対して「桑田さんの素晴らしい音楽に私の野球がいくらかでも貢献できたと思うと大変うれしい気持ちです」と述べている。また、長嶋は『独占!長嶋茂雄の真実』（2015年1月3日放送、TBSテレビ）の中で桑田の人柄と功績を「素晴らしい。歌をはじめ、他の面においてもすごい方」と称える発言をしている。
当時WaTのメンバーで俳優・シンガーソングライターの小池徹平は『サワコの朝』（TBS系列）2013年10月19日放送分にて「今、心に響く曲」として「栄光の男」を挙げ、発売年に開催されたライブにも足を運んだことを明かしている。また、司会を務めた阿川佐和子も同楽曲を「自分たちの世代の男が感動しそうな曲」と評価した。
渋谷陽一は「栄光の男」を「世間の人にとって桑田佳祐と長嶋茂雄は同じだけども桑田佳祐はそうは思ってないし、そう思ってないんだろうなあっていうのが非常によくわかる歌」と評している。
桑田と親交が深い太田光（爆笑問題）は、長嶋茂雄の訃報が報じられた2025年6月3日の深夜に放送された『爆笑問題カーボーイ』（TBSラジオ）で「銭湯で 3を取り合う 昭和かな」「栄光の 男の記憶 不滅なり」という長嶋を追悼する内容の自作の川柳を発表し、後者では「栄光の男」のタイトルが引用された。太田はこの日の日中は同楽曲を何度も聴いていた旨を語っている。同月7日には作者の桑田本人も自身のラジオ番組『桑田佳祐のやさしい夜遊び』（TOKYO FM）で長嶋の訃報に言及し、追悼するコメントを行い、「栄光の男」をオンエアした。

## チャート成績
2013年8月19日付のオリコン週間ランキングで初週20.7万枚を売り上げて初登場1位を獲得した。2006年に発売した「DIRTY OLD MAN 〜さらば夏よ〜」から3作連続で通算15作目の首位獲得をした。本作の首位獲得で、1980年代 - 2010年代の4年代でオリコン1位を獲得し、グループとしては初の快挙となり、総合でも中島みゆきの1970年代 - 2000年代と並ぶ10年7か月ぶり史上2組目の記録となった。更にデビューから35年2か月での首位獲得は、前作で自身が記録した男女グループ最長キャリア記録である30年2か月を自ら更新した。
オリコンによる本作の登場週数は57週である。

## 収録曲
- 収録時間：16:29

1. ピースとハイライト (4:33)
（作詞・作曲：桑田佳祐 / 編曲：サザンオールスターズ）
メンバー全員出演のフォルクスワーゲン「New Golf」イメージCMソング。
かねてから桑田が得意とする社会風刺を取り入れた内容になっており、東アジアを始めとした国際情勢の緊張関係をベースに平和への願いを綴った楽曲[79][80]。本楽曲の意図として、「夏をイメージした楽曲もその気になれば制作できたが、新たなファンを呼び込むために刺激のあるプランとして自分たちと現実社会の距離を測った曲で新たなスタートを切りたかった」「自分たちのメッセージみたいなものが世の中に届くというのが、ポップミュージックの原点だと思うし、あり方だと思う」と述べている[50][37]。桑田はのちに本楽曲の歌詞について「真新しい奇抜な意見だとは自分でも思わないし、自分がどっかで見聞きしたものをそのまま投影している歌詞だと思うので」と語っている[53]。なお、桑田は当初歌詞にアメリカやロシアの問題を想起させるシリアスなテーマ[注釈 11]も取り入れようとしたが、「話が広がりすぎると分かり辛い」という判断から書いている途中で断念し、現在のポップな内容になった旨を語っている[50]。
タイトルにある「ピース」と「ハイライト」は共にJTから発売されているたばこの銘柄から拝借された[14][84][注釈 12]。「ピース」には「平和」、「ハイライト」には「もっと日の当たる場所」という意味が込められており、寺山修司作品のDVDを見てふと思いついたという[14][84]。仮タイトルは「ワーゲン」である[84]。
ミュージック・ビデオ (MV) には、随所でメンバー全員が架空の戦隊ヒーローのお面を被って「スターズレンジャー」[注釈 13]に変身したり[85]、本作発売当時の各国首脳（安倍晋三、朴槿惠、バラク・オバマ、習近平）のお面を被ったエキストラと手島優が出演したり[85][86]、三代目大谷鬼次の江戸兵衛や凱風快晴などのイラストが施された和風のセットやリハーサルスタジオを模したセットでの歌唱シーン、ジョン・レノンとオノ・ヨーコによる「平和活動パフォーマンス」である「ベッド・イン」、鯉が泳ぐアニメーションが登場するなどの趣向を凝らした演出があった[85]。監督は川村ケンスケが務めた[87]。
次作「東京VICTORY」の完全生産限定盤「“フレ！フレ！パッケージ”」に付属された「サザンの“フレ！フレ！”FLAG」の苗のイラストは、本楽曲の‘‘希望の苗を植えていこうよ’’の歌詞からとったものである[88]。
2014年の『第65回NHK紅白歌合戦』で企画ゲストとして年越しライブの会場の横浜アリーナから中継で出演し、本楽曲と「東京VICTORY」を歌唱した[89][90]。
2. 蛍 (3:12)
（作詞・作曲：桑田佳祐 / 編曲：桑田佳祐 & 片山敦夫[注釈 14] / 管・弦編曲：島健）
映画『永遠の0』主題歌。
映画主題歌の枠にとどまらず、普遍的な平和への祈りが込められている楽曲となっており、身近な愛する人に先立たれた人への思い、メンバー全員が胸に刻み込んでいる東日本大震災への思い、大切な人との別れ、食道がんとの闘病を経験した桑田自身の思いも詰め込まれている[24]。この曲を制作した頃の桑田は「人の為に生きることが出来るか」「自分の子供のために死ねるか」といった事をよく考えていたという[92]。
桑田は3月に映画製作サイドから熱心なオファーを受け、事前に『永遠の0』のラッシュ（仮制作のフィルム）を見た上でこの曲を書き下ろしており、その際に製作途中段階のものであるにも関わらず涙を流し、周囲に「今年No.1の映画になるのではないか」と述べていたという[24][93]。サザンオールスターズとして映画主題歌を担当するのは、1990年に『稲村ジェーン』の主題歌となった「真夏の果実」以来である[93]。
CD音源と映画に使われたバージョンでは、間奏のアレンジに違いがある[94]。映画に使われたバージョンの零戦のエンジン音は、歌詞がついていないデモテープの段階から桑田らの意向で取り入れられたものであった[95]。
かねてから桑田は三代目 桂春蝶の新作落語『明日ある君へ ～知覧特攻物語～』のエンディングテーマとして「月光の聖者達」を使用することを許可したり[68]、後年にソロ名義で「蛍」と同様のテーマの楽曲「鬼灯」を制作するなど、作品を通じて特攻や戦争について考える機会を度々得ている[96]。
MVでは、蛍や夏を想起させるアニメーションと奇跡の一本松・原爆ドーム・五山送り火などの写真で構成される。サザンのメンバーは出演せず、歌詞のテロップが映像に表示されている。横尾初喜が監督を担当した[97]。
3. 栄光の男 (4:41)
（作詞・作曲：桑田佳祐 / 編曲：サザンオールスターズ）
メンバー全員出演の三井住友銀行「NEVER STOP CHANGING」CMソング。
エレクトリック・ギターやハーモニカが前面に出された楽曲。「あの人」「栄光の男」と表現されているように、制作期間中に国民栄誉賞を受賞した長嶋茂雄をイメージして作った曲であり、制作のきっかけも長嶋と松井秀喜が並んだ受賞セレモニーをテレビの中継で見て、後述の大学生時代の出来事を思い出した事からだった[98][99]。歌詞の「永遠に不滅」というフレーズは長嶋が引退試合で実際に発言した「永久に不滅」を桑田が勘違いしたものだが[注釈 15]、ディレクターが再三訂正を促してもスムーズに歌えると拒んでいた[84]。最初の歌詞に「立ち喰いそば屋」が登場するが、実際の桑田は大学生時代、長嶋の引退試合を青山の喫茶店で見ていたと述べており、一つの時代の終わりを感じたのと同時に長嶋の人生と桑田自身を比較し、人目をはばからず号泣したと語っている[99][101]。桑田自身はこの曲の歌詞について「短編小説を書いたような気持ちになった」「大人になったつもりの今、『栄光の男』とは程遠い自分自身を鼓舞しているかのよう」と述べている。また、大サビのフレーズに関しては「芝居がかった感じでやってみた」という[102]。
MVでは、サザンのメンバーが野球のボールを投げ、キャッチした幅広い世代へ繋げていく。永野芽郁がこのミュージックビデオに出演している[103]。サザンがこの曲を演奏するシーンでは同じシチュエーションで三井住友銀行のCM撮影も行った[104]。
2015年にローソンで配布された「スペシャルマガジン 総力特集 サザンオールスターズ『葡萄』」では、この曲をテーマにして『週刊ポスト』の編集により「もしもサザンが引退したら」という仮定で長嶋茂雄を皮切りに、黒柳徹子、太田光、代々木忠、森永卓郎、角田信朗による計6名の著名人の寄稿が掲載された[105]。
活動再開時に桑田の自宅スタジオ「猫に小判スタジオ」にて最初にリズム録りが行われた楽曲である[98]。
後述のライブ映像作品の項目でも分かるように、今作の収録曲の中でも本楽曲はライブでの演奏頻度が比較的多い。特に2013年のスタジアムツアー『灼熱のマンピー!! G★スポット解禁!!』ではエンディングの退場曲として表題曲ではなく本楽曲が使用された他[106]、2019年のサザンの全国ツアー『“キミは見てくれが悪いんだから、アホ丸出しでマイクを握ってろ!!” だと!? ふざけるな!!』で演奏された際は本人サイドの許可を得た上でバックモニターに長嶋茂雄とイチローの現役時代の映像が映され、2人の功績を称える演出を行った[107]。
4. 人生の散歩道 (4:02)
（作詞：原由子 / 作曲：桑田佳祐 / 編曲：サザンオールスターズ / 弦編曲：原由子）
作詞とボーカルを原が担当しており、「前を向いて歩いて行けば、何か良い発見があるかもしれない」といったメッセージが込められた楽曲[37]。作曲を担当した桑田はサザンを再始動するにあたって原に新曲を歌ってほしいとイメージしていたという。歌い出しの「あのねキミが」が作曲時の仮歌の段階から入っていたため、原はそこから詞のイメージを膨らませていった[84]。

## 参加ミュージシャン
- 桑田佳祐:Vocal（#1〜3）、Acoustic & Electric Guitars、Synth Bass、Tambourine、Hand Claps、Finger Chips、Backing Vocal（#1〜4）
- 関口和之:Bass（#1〜4）
- 松田弘:Drums、Backing Vocal（#1〜4）
- 原由子:Organ、Piano、Synthesizer、Backing Vocal（#1〜4）、Vocal（#4）
- 野沢秀行:Percussion（#1〜4）

- ピースとハイライト
  - 斎藤誠:Electric Guitar
  - 片山敦夫:Synthesizer、Wurlitzer
  - 山本拓夫:Tenor Saxophone
  - 西村浩二:Trumpet
  - 菅坡雅彦:Trumpet
  - 村田陽一:Trombone
  - 角谷仁宣:Computer Programming
- 蛍
  - 片山敦夫:Piano
  - 朝川朋之:Harp
  - 藤田乙比古:Horn
  - 勝俣泰:Horn
  - 萱谷亮一:Tubular Bells、Cymbal
  - 庄司さとし:Oboe
  - 金原千恵子ストリングス:Strings
  - 角谷仁宣:Computer Programming
- 栄光の男
  - 斎藤誠:Electric & Acoustic & 12 Strings Guitars
  - 片山敦夫:Synthesizer
  - 角谷仁宣:Computer Programming
- 人生の散歩道
  - 斎藤誠:Electric Guitar、Banjo、Backing Vocal
  - 片山敦夫:Synthesizer
  - 山本拓夫:Clarinet
  - 西村浩二:Flugelhorn
  - 菅坡雅彦:Flugelhorn
  - 金原千恵子ストリングス:Strings
  - 角谷仁宣:Computer Programming

## 収録アルバム
| 曲名               | 作品名         |
| ------------------ | -------------- |
| ピースとハイライト | 葡萄           |
| ピースとハイライト | 海のOh, Yeah!! |
| 蛍                 | 葡萄           |
| 蛍                 | 海のOh, Yeah!! |
| 栄光の男           | 葡萄           |
| 栄光の男           | 海のOh, Yeah!! |
| 人生の散歩道       | アルバム未収録 |

## ミュージック・ビデオ収録作品
| 曲名               | 作品名                                                            |
| ------------------ | ----------------------------------------------------------------- |
| ピースとハイライト | 21世紀の音楽異端児 (21st Century Southern All Stars Music Videos) |
| 蛍                 | 21世紀の音楽異端児 (21st Century Southern All Stars Music Videos) |
| 栄光の男           | 21世紀の音楽異端児 (21st Century Southern All Stars Music Videos) |
| 人生の散歩道       | 未収録                                                            |

## ライブ映像作品
| 曲名               | 作品名                                                                                            | 備考 |
| ------------------ | ------------------------------------------------------------------------------------------------- | --- |
| ピースとハイライト | SUPER SUMMER LIVE 2013 「灼熱のマンピー!! G★スポット解禁!!」 胸熱完全版                           | |
| ピースとハイライト | 葡萄                                                                                              | 完全生産限定盤のDVDに収録。2014年の年越しライブ『ひつじだよ! 全員集合!』での歌唱シーン。                 |
| ピースとハイライト | おいしい葡萄の旅ライブ –at DOME & 日本武道館-                                                     | |
| 蛍                 | SUPER SUMMER LIVE 2013「灼熱のマンピー!! G★スポット解禁!!」 胸熱完全版                            | |
| 蛍                 | おいしい葡萄の旅ライブ –at DOME & 日本武道館-                                                     | |
| 栄光の男           | SUPER SUMMER LIVE 2013「灼熱のマンピー!! G★スポット解禁!!」 胸熱完全版                            | |
| 栄光の男           | 葡萄                                                                                              | 完全生産限定盤のDVDに収録。2014年の年越しライブ『ひつじだよ! 全員集合!』での歌唱シーン。                 |
| 栄光の男           | おいしい葡萄の旅ライブ –at DOME & 日本武道館-                                                     | |
| 栄光の男           | LIVE TOUR 2019 “キミは見てくれが悪いんだから、アホ丸出しでマイクを握ってろ!!” だと!? ふざけるな!! | |
| 栄光の男           | 茅ヶ崎ライブ2023                                                                                  | |
| 栄光の男           | THANK YOU SO MUCH                                                                                 | 完全生産限定盤のスペシャルディスクに収録。『ROCK IN JAPAN FESTIVAL 2024 in HITACHINAKA』での歌唱シーン。 |
| 人生の散歩道       | SUPER SUMMER LIVE 2013「灼熱のマンピー!! G★スポット解禁!!」 胸熱完全版                            | |